# Familie Gilman
De familie Gilman was een familie van orgelbouwers die gevestigd was te Kornelimünster en waarschijnlijk oorspronkelijk afkomstig was uit Luik.
Twee telgen uit deze familie zijn hier van belang:

## Laurent Gilman
Laurent Gilman (? - 1740) was leerling van Jacob Brammertz en trouwde in 1714 met de dochter van zijn werkgever. Aangezien hij weduwnaar was, was dit zijn tweede huwelijk. Hij werkte samen met Brammertz en nam later de leiding van het atelier op zich. Ze kregen dertien kinderen, onder wie Johann Theodor Gilman en Antonius Adam Wilhelm Gilman, die beiden ook beroemde orgelbouwers zouden worden.

### Werken
Met Brammertz:
- Penitenten-recolectinenklooster te Weert (1717-1719)
- Klooster Marienthal te Aken (1718)
- Parochiekerk te Limburg (stad) (1723-1724)
- Franciscanenkerk te Lechenich (1727), thans te Brühl
- Sint-Matthiaskerk te Maastricht (1727)
- Katholieke kerk te Brühl (1728)
- Waalse Jezuïetenkerk te Luik (1728)

Alleen:
- Evangelische kerk te Stolberg (1730)
- Gereformeerde gemeente te Düren (1738)
- Uitbouw van het orgel in de Waalse Jezuïetenkerk te Luik
- Tot zijn laatste werk behoort het orgel dat in 1739 gebouwd werd voor de Sint-Michielskerk te Bree en dat zich tegenwoordig bevindt in de Sint-Martinuskerk te Beek.

## Johann Theodor en Antonius Gilman

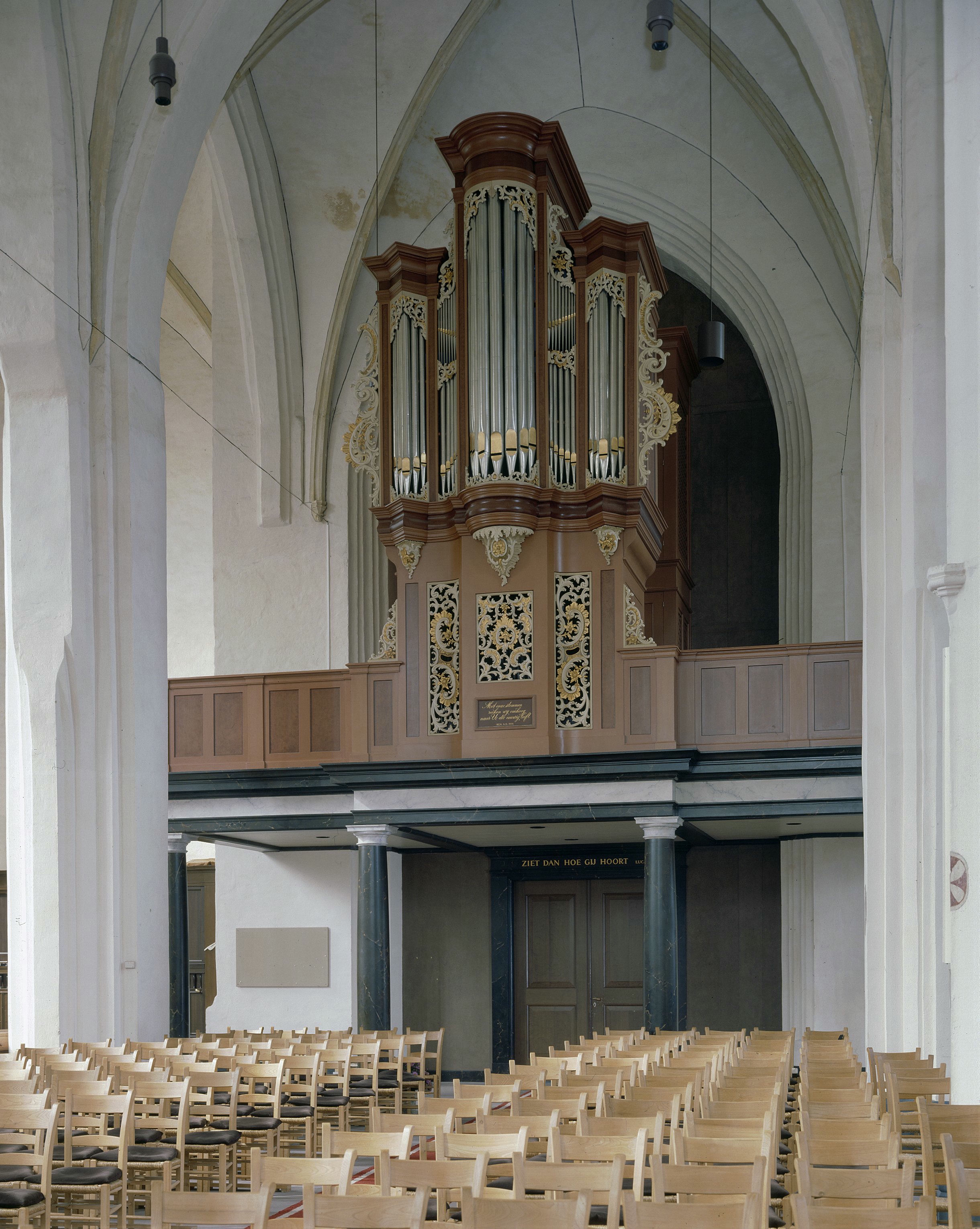
Orgel van Johann Theodor en Antonius Gilman in de Grote of Sint-Gudulakerk te Lochem

Johann Theodor Gilman (1714-1790) en Antonius Gilman waren orgelbouwers uit Kornelimünster en zoons van Laurent. 

### Werken
Samen bouwden zij:
- Parochiekerk te Raeren (1744)
- Voormalige kloosterkerk Sint-Katharina te Wenau (1746)
- Kerk te Heinsberg (1747)
- Sint-Dominicuskerk aan de Baangracht te Alkmaar, uit 1758, diverse malen verhuisd en in 1978 geplaatst in de Grote- of Sint-Gudulakerk te Lochem.
- De voormalige Franciscanerkerk te Alkmaar (1758)